# Tim Carswell
Timothy „Tim“ Christopher Carswell (* 22. Oktober 1971 in Christchurch) ist ein neuseeländischer Radsporttrainer und ehemaliger Radsportler.

## Sportlicher Werdegang
1996 startete Tim Carswell bei den Olympischen Spielen in Atlanta und belegte mit Greg Henderson, Brendon Cameron und Julian Dean Platz acht in der Mannschaftsverfolgung. Bei den Commonwealth Games 1998 in Kuala Lumpur errang er in Scratch und mit Cameron, Henderson und Lee Vertongen in der Mannschaftsverfolgung jeweils die Bronzemedaille. 1999 entschied er eine Etappe der Tour of Wellington für sich. 2000 nahm er erneut an Olympischen Spielen teil. In der Mannschaftsverfolgung wurde er mit Vertongen, Gary Anderson und Henderson Sechster.

## Berufliches
Ab 2002 arbeitete Carswell als Trainer für den neuseeländischen Radsportverband, zuletzt als Trainer der Junioren-Mannschaft. Zum Jahre 2022 trat er die Nachfolge von Peter Pieters als Cheftrainer der belgischen Nationalmannschaft an.
Seine Frau Fiona Ramage war ebenfalls Radsportlerin aktiv und nahm an den Olympischen Sommerspielen 2000 in Sydney teil.

## Erfolge

### Bahn
1998
- Commonwealth Games 1998 – Scratch, Mannschaftsverfolgung (mit Brendon Cameron, Greg Henderson und Lee Vertongen)

### Straße
1999
- eine Etappe Tour of Wellington